# Shorea uliginosa
Shorea uliginosa är en tvåhjärtbladig växtart som beskrevs av Foxworthy. Shorea uliginosa ingår i släktet Shorea och familjen Dipterocarpaceae. Inga underarter finns listade i Catalogue of Life.